# Андони, Егор Юрьевич
Егор Юрьевич Андони (24 мая 2001) — российский дзюдоист, призёр чемпионата России.

## Спортивная карьера
Воспитанник Санкт-Петербургской спортивной школы «Олимпийских надежд». Тренируется в Санкт-Петербурге, под руководством Виталия Зайцева и Павла Фёдорова.
Мастер спорта по дзюдо, резервист сборной команды России.
В 2022 году на чемпионате России стал седьмым, в 2023 году — пятым. В октябре 2024 года принял участие в чемпионате России по дзюдо, который проходил в Сочи. В весовой категории до 90 кг стал бронзовым призёром.
Обучался в Санкт-Петербургском технологическом институте.

## Спортивные достижения
- Чемпионат России по дзюдо 2024 — ;